# Auto Bild
Auto Bild er et tysk tidsskrift om biler, som siden 24. februar 1986 er udkommet hver fredag og udgives af Axel Springer AG i Hamburg.
Auto Bild findes både i den originale tyske udgave og flere licenserede udgaver i 36 forskellige lande, af hvilke der sælges mere end 7 millioner eksemplarer om måneden. Udenlandske udgaver inkluderer bl.a. det franske Auto Plus og det engelske Auto Express.

## Chefredaktører
- Peter J. Glodschey (1986-94)
- Peter Felske (1994-06)
- Bernd Wieland (3. april 2006-)

## Prisudvikling
Auto Bild kom på markedet i 1986 med en pris på 30 Pfennig. Senere steg prisen til 1,00 DM, og i 1999 til 1,90 DM. Fra 1. marts 2013 koster bladet 1,70 €, og siden november 2014 1,80 €.

## Produktfamilie
Auto Bild har i løbet af sin levetid udviklet en mærkefamilie:

### Auto Bild Allrad
Dette magasin er Europas største tidsskrift om firehjulstrækkere, som retter sig mod offroadfans. Det udkom første gang i 2002 under titlen Auto Bild alles allrad. Chefredaktøren hedder Bernhard Weinbacher.

### Auto Bild Klassik
Tidsskriftet udkom første gang i 2007 og indeholder stof om klassikere, young- og oldtimers. Det udkommer en gang om måneden.

### Auto Bild Motorsport
Auto Bild Motorsport udspringer af månedsmagasinet Rallye Racing, og udkom første gang i 2001. Det handler om bl.a. Formel 1 rallymesterskaber.
Oprindeligt var Auto Bild Motorsport et selvstændigt tidsskrift. Siden maj 2009 er konceptet blevet ændret. Bladet udkommer 35 gange pr. år og i den tyske motorsportssæsonen (april til oktober) månedligt.

### Auto Bild Sportscars
Dette magasin, som udkommer en gang om måneden, beskæftiger sig med livsstil omkring sportslige biler − fra sportslige seriebiler til tunede biler. Det udkom første gang i 2002 under titlen AutoBild Test & Tuning.

### Auto Test
Auto Test indeholder købsrådgivning, en omfangsrig service- og rådgivningsdel samt gruppetests.